# Überrollschutz

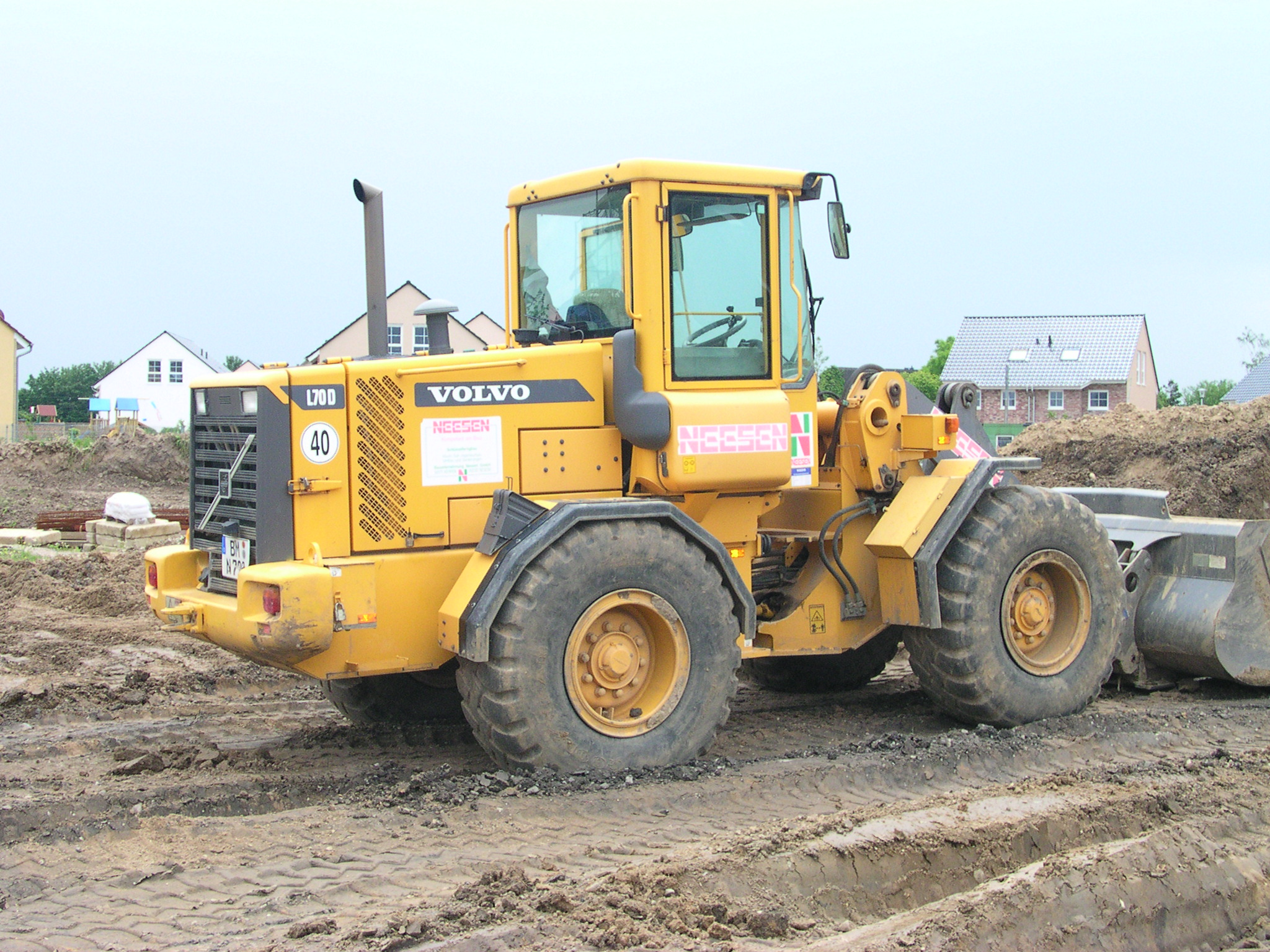
Fahrerkabine mit integriertem Überrollschutz

Ein Überrollschutz (Roll Over Protective Structure, kurz ROPS) ist ein Schutzaufbau für Fahrerkabinen von Baumaschinen. Er besteht aus zusätzlichen, aussteifenden Rahmen- und Gitterelementen, die in die Konstruktion der Fahrerkabine eingebaut werden. Im Fall eines Sonderereignisses, wie etwa Umkippen oder Überschlag, verhindert die Konstruktion ein übermäßiges Verformen der Fahrerkabine. Der Baugeräteführer wird vor Verletzungen geschützt, da der Überlebensraum (sogenanntes Deflection-Limiting-Volume, kurz DLV) gesichert wird.
Dieser Schutzaufbau kommt in Baugeräten zum Einsatz, die überwiegend im Erdbau eingesetzt werden und bei denen die Gefahr eines „Sonderereignisses“ besonders groß ist. Neben konventionellen Erdbaugeräten (Stand-, Fahr- und Flachbagger) haben auch Walzenzüge, Straßenwalzen und Schwerkraftwagen einen derartigen Überrollschutz. Eine Möglichkeit den Schutzaufbau zu erweitern ist die Ergänzung durch einen FOPS-Schutzaufbau. In diesem Fall ist die Fahrerkabine auch vor herabfallenden Gegenständen geschützt.
Vor der Zulassung eines solchen Schutzaufbaus wird mithilfe eines Prototyps die Tauglichkeit festgestellt. Hierfür wird mit einem Hydraulikzylinder eine von dem zulässigen Gesamtgewicht der Maschine abhängige Kraft mit einer quasi-statischen Laststeigerung aufgebracht. Das ganze geschieht in lateraler (seitlich), vertikaler und longitudinaler (längs) Richtung. Wenn der ROPS-Schutzaufbau dabei die geforderten Kräfte und die geforderte Verformungsenergie erreicht, kann der Prototyp zugelassen werden. Des Weiteren darf kein Bauteil der ROPS-Schutzeinrichtung in den nach DIN EN 3164 definierten DLV eindringen.

## Normen und Standards
- EN 23164 – Erdbaumaschinen – Überrollschutzaufbauten und Schutzaufbauten gegen herabfallende Gegenstände
- ISO 3471 – Erdbaumaschinen – Überrollschutzaufbauten, Prüfungen und Anforderungen
- DIN EN 13510 – Erdbaumaschinen – Überrollschutzaufbauten, Prüfungen und Anforderungen